# 舒兴阿 (锡伯营)
舒兴阿（穆麟德轉寫：šuhingga；1796年—？），清朝大臣，新疆察布查尔人，锡伯正蓝旗。
道光二年（1822年）舒兴阿为锡伯营马甲。道光六年（1826年）在南疆镇压张格尔之乱。道光八年（1828年）正月，生擒张格尔，赐号“绍勇巴图鲁”。平定回疆𠞰捦逆裔功臣称伊犁锡伯马甲防御衔骁骑校西喇琫阿巴图鲁。道光十五年（1835年），担任锡伯营正黄旗佐领，二十八年（1848年）任锡伯营副总管，咸丰七年（1857年）舒兴阿解任。